# Frontera entre Sèrbia i Macedònia del Nord
La frontera entre Sèrbia i Macedònia del Nord es la frontera internacional entre Sèrbia i Macedònia del Nord. La major part de la frontera (160 kilòmetres) transcorre per Kosovo, territori proclamat independent del qual Macedònia del Nord n'ha reconegut la independència el 2008.

## Traçat
El traçat comença a l'oest al trifini entre Sèrbia, Macedònia del Nord i Bulgària, es dirigeix cap a l'oest per les muntanyes Dukat, Kozjak, Skopska Crna Gora (1219 m), Montes Šar i arriba a trifini entre Sèrbia, Macedònia del Nord i Albània, on hi ha el Mont Kòrab (2764 m).

## Història
Des del Tractat de Bucarest (1913) que va posar fi a la Segona Guerra Balcànica Macedònia ha format part primer del regne de Sèrbia, després del regne de Iugoslàvia i després de la República Socialista Federal de Iugoslàvia com a república Socialista de Macedònia. Arran de la dissolució de Iugoslàvia el 1991, Macedònia del Nord es va independitzar i fou reconeguda per Sèrbia el 8 d'abril de 1996. En 2008 es va produir una ruptura de relacions entre ambdós estats quan Macedònia del Nord va reconèixer la independència de Kosovo, tot i que es van restablir les relacions el 2009.